# Livio Gemo
Livio Gemo (Thiene, 6 gennaio 1898 – Thiene, 21 maggio 1968) è stato un calciatore e imprenditore italiano fondatore della omonima società Gemmo Livio e Figli attiva nel settore della impiantistica elettrica.

## Carriera calcistica
Dal 1919 al 1921 gioca in prima squadra con il Vicenza, società in cui aveva giocato in alcuni tornei a livello giovanile durante gli anni della prima guerra mondiale. Con i biancorossi gioca complessivamente 14 partite di campionato segnando anche 3 gol, rispettivamente contro Hellas Verona, Udinese e Venezia. Dal 1921 al 1923 gioca nell'Hellas Verona per due stagioni, entrambe in massima serie, realizzando anche la doppietta con cui, il 27 novembre del 1921, la squadra scaligera sconfigge 2-1 il Milan. Nella stagione 1926-1927 torna al Vicenza, con cui raccoglie un'unica presenza in gare ufficiali, nella Coppa Pasubio, senza mai scendere in campo in partite di campionato.
Fonda a Thiene nel 1919 la Gemo Livio & figli, ditta di impianti elettrici e vendita di materiale elettrico e di illuminazione, azienda tuttora in attività.